# Ермісенде
Ермісенде (ісп. Hermisende) — муніципалітет в Іспанії, у складі автономної спільноти Кастилія-і-Леон, у провінції Самора. Населення — 313 осіб (2010).

## Географія
Муніципалітет розташований на португальсько-іспанському кордоні.
Муніципалітет розташований на відстані близько 320 км на північний захід від Мадрида, 110 км на північний захід від Самори.
На території муніципалітету розташовані такі населені пункти: (дані про населення за 2010 рік)
- Кастрелос: 18 осіб
- Кастроміль: 109 осіб
- Ермісенде: 114 осіб
- Сан-Сіпріан: 38 осіб
- Ла-Техера: 34 особи

## Демографія
Динаміка населення (INE ):